# Costularia pantopoda
Costularia pantopoda är en halvgräsart som först beskrevs av John Gilbert Baker, och fick sitt nu gällande namn av Charles Baron Clarke. Costularia pantopoda ingår i släktet Costularia, och familjen halvgräs.
Artens utbredningsområde är Madagaskar.

## Underarter
Arten delas in i följande underarter:
- C. p. pantopoda
- C. p. baronii
- C. p. gracilescens
- C. p. robusta